# Arrondissements de l'Allier

Les trois arrondissements de l'Allier, depuis 2024.

Le département de l'Allier comprend trois arrondissements.

## Composition
Les trois arrondissements actuels ont comme chefs-lieux :  Moulins, Montluçon, Vichy.
| Nom                         | Code Insee | Superficie (km2) | Population (dernière pop. légale) | Densité (hab./km2) | Modifier             |
| --------------------------- | ---------- | ---------------- | --------------------------------- | ------------------ | -------------------- |
| Arrondissement de Montluçon | 031        | 2 172,04         | 104 950 (2022)                    | 48                 | modifier les données |
| Arrondissement de Moulins   | 032        | 2 016,86         | 76 303 (2022)                     | 38                 | modifier les données |
| Arrondissement de Vichy     | 033        | 3 151,21         | 153 462 (2022)                    | 49                 | modifier les données |
| Allier                      | 03         | 7 340,00         | 334 715 (2022)                    | 46                 | modifier les données |

## Histoire
- 1790 : création du département avec sept districts : Cérilly, Cusset, Gannat, Le Donjon, Montluçon, Montmarault, Moulins.
- 1800 : création des arrondissements : Moulins, Gannat, Lapalisse, Montluçon.
- 1926 : suppression de l'arrondissement de Gannat.
- 1942 : Vichy remplace Lapalisse comme chef-lieu d'arrondissement.
- 2011 : modification des limites d'arrondissements à la suite du redécoupage cantonal.
- 2017 : modification des limites d'arrondissements[1].
- 2024 : modification des limites d'arrondissements[2]